# (6630) Skepticus
(6630) Skepticus es un asteroide que forma parte del cinturón de asteroides y fue descubierto el 15 de noviembre de 1982 por Edward L. G. Bowell desde la Estación Anderson Mesa, en Flagstaff, Estados Unidos.

## Designación y nombre
Skepticus fue designado al principio como 1982 VA1. Fue nombrado en honor al Comité para la Investigación Científica de Afirmaciones de lo Paranormal y su revista The Skeptical Enquirer. El CSICOP es una organización educativa sin fines de lucro, fundada en 1976 para investigar afirmaciones paranormales, ocultistas y marginales mediante una rigurosa metodología científica. El CSICOP ha generado un movimiento de base de unos 70 grupos autónomos en todo el mundo. A través de la educación pública y la divulgación, el CSICOP se ha convertido en una voz de la razón para contrarrestar la pseudociencia y la superstición.

## Características orbitales
Skepticus está situado a una distancia media del Sol de 2,232 ua, pudiendo acercarse hasta 1,784 ua y alejarse hasta 2,680 ua. Tiene una excentricidad de 0,201 y una inclinación orbital de 6,061 grados. Emplea 1218,11 días en completar una órbita alrededor del Sol.
Pertenece a la familia de asteroides de (883) Matterania.

## Características físicas
La magnitud absoluta de Skepticus es 13,68. Tiene 4,647 km de diámetro y su albedo se estima en 0,391.